# Anna Mayme Howe
Anna Mayme Howe  (* 24. Oktober 1883 in Jordan, Onondaga County, New York; † 8. August 1976 in Auburn, New York) war eine US-amerikanische Mathematikerin und Hochschullehrerin.

## Leben und Forschung
Howe wurde als jüngeres von zwei Kindern geboren und absolvierte die High School in Auburn, New York.  1904 begann sie ihr Mathematikstudium am Wells College und erhielt 1908 den Bachelor-Abschluss. Sie unterrichtete die nächsten zwei Jahre Mathematik und studierte dann an der Cornell University, wo sie 1911 ihren Master-Abschluss erhielt. Anschließend leitete sie die Mathematikabteilung am Fairmont Seminary, einer Mädchenschule in Washington, D.C. 1915 kehrte sie mit einem Graduiertenstipendium an die Cornell University zurück und promovierte 1917 bei Virgil Snyder in algebraischer Geometrie. Ihre Dissertation: The Classification of Plane Involutions of Order 3 erschien 1919 im American Journal of Mathematics und wurde mehrfach zitiert. 
Von 1918 bis 1919 war sie Aufseherin der technischen Lieferungen für die W. R. Grace and Company in New York und 1919 wurde sie Mathematiklehrerin an der Dana Hall School in Wellesley. Von 1920 bis 1921 war sie Ausbilderin am H. Sophie Newcomb Memorial College in New Orleans und von 1921 bis 1930 dort Assistenzprofessorin. 1924 nahm sie am Internationalen Mathematikkongress teil. 1927 kehrte sie wegen der Krankheit ihres Vaters nach New York zurück und bat 1928 in einem Brief an den Dekan um eine Gehaltserhöhung. 1930 reichte sie ihren Rücktritt beim Dekan des Newcomb College ein und wurde ersetzt durch Marie Johanna Weiss. 1930 zog sie mit ihrer verwitweten Mutter nach Jordan zurück und war 1931 Leiterin der Mathematikabteilung am Cazenovia College, New York. 1942 wurde das ehemalige Cazenovia-Seminar geschlossen und die Schule wurde das Cazenovia Junior College, wo sie bis 1957 Professorin war. 
1915 wurde sie Gründungsmitglied der MAA und nahm an vielen nationalen Sektionsversammlungen teil. 1928 war sie Schatzmeisterin der New Orleans Convention der AAUW, ehemalige Präsidentin der Madison County Mathematics Association. Sie war Mitglied der New York Mathematics Teachers Association, der American Association of Junior Colleges, von Zeta Tau Alpha und von Phi Theta Kappa.

## Mitgliedschaften
- American Mathematical Society
- Mathematical Association of America (MAA)
- American Association of University Women (AAUW)
- Sigma Xi
- National Council of Teachers of Mathematics

## Veröffentlichungen (Auswahl)
- 1919 The classification of plane involutions of order 3. Amer. J. Math. 41:25–48.